# ديفيد ويبر (عالم حاسوب)
ديفيد ويبر (بالإنجليزية: David Webber)‏ هو عالم حاسوب أمريكي، ولد في 1955 في ليسترشير في المملكة المتحدة.